# کرسی بیت تاریخ مشترک‌المنافع
کرسی بیت تاریخ مشترک‌المنافع (به انگلیسی: Beit Professor of Commonwealth History) یکی از بالاترین کرسی استادی تاریخ در دانشگاه آکسفورد است. این کرسی به سال ۱۹۰۵ به عنوان «کرسی بیت تاریخ استعمارگری» (به انگلیسی: the Beit Professorship of Colonial History) تأسیس گشته بود. این مقام با کمک‌هزینه تحصیلی بالیول کالج آکسفورد، متصل شده است.

## اساتید این کرسی
- هیو اگرتون
- سر رینالد کوپلند
- وایسنت هارلو
- جان اندریو گالاگهر
- رونالد رابینسون
- جودتث براون
- جیمز بلیچ